# Corydalis stewartii
Corydalis stewartii är en vallmoväxtart som beskrevs av Friedrich Karl Georg Fedde. Corydalis stewartii ingår i släktet nunneörter, och familjen vallmoväxter. Inga underarter finns listade i Catalogue of Life.